# Gretha Smit
Grietje Smit, detta Gretha (Rouveen, 20 gennaio 1976), è un'ex pattinatrice di velocità su ghiaccio olandese.

## Palmarès

### Olimpiadi
- Argento a Salt Lake City 2002 nei 5000 metri.

### Mondiali
- Argento a Seul 2004 nei 3000 metri.
- Argento a Seul 2004 nei 5000 metri.
- Bronzo a Berlino 2003 nei 3000 metri.
- Bronzo a Berlino 2003 nei 5000 metri.